# Phenacodontidae
Os fenacodontídeos (Phenacodontidae) foram uma família de mamíferos extintos, durante muito tempo classificados no grupo parafilético dos Condylarthra.

## Classificação
- Subfamília Phenacodontinae Cope, 1881
  - Gênero Tetraclaeonodon Scott, 1893
    - Tetraclaenodon floverianus Cope, 1890
    - Tetraclaenodon puercensis (Cope, 1881)
    - Tetraclaenodon septentrionalis Thewissen, 1990

  - Gênero Copecion Gingerich, 1989
    - Copecion brachypternus (Cope, 1882)
    - Copecion davisi Gingerich, 1989

  - Gênero Eodesmatodon Zheng e Chi, 1978 (pocisionado por Carroll, 1988 nesta família, pode ser incertae sedis ou ter uma posição basal na Placentalia)
  - Gênero Phenacodus Cope,1873
    - Phenacodus bisonensis Gazin, 1956
    - Phenacodus condali (Crusafont e Villalta, 1955)
    - Phenacodus grangeri Simpson, 1935
      - Phenacodus grangeri grangeri Simpson, 1935
      - Phenacodus grangeri mccolumi Schoch, 1998

    - Phenacodus intermedius Granger, 1915
    - Phenacodus lemoinei Thewissen, 1990
    - Phenacodus magnus Thewissen, 1990
    - Phenacodus matthewi Simpson, 1835
    - Phanecodus primaevus Cope, 1873 (nomen dubium)
    - Phenacodus teilhardi Simpson, 1929
    - Phenacodus trilobatus Cope, 1882
    - Phenacodus vortmani (Cope, 1880)
- Subfamília Meniscotheriinae Cope, 1882
  - Gênero Meniscotherium Cope, 1874
    - Meniscotherium chamense Cope, 1874
    - Meniscotherium tapiacitum Cope, 1882

  - Gênero Ectocion Cope, 1882
    - Ectocion cedrus Thewissen, 1990
    - Ectocion collinus Russell, 1929
    - Ectocion ignotum Novacek et al., 1991
    - Ectocion major (Patteron e West, 1973)
    - Ectocion mediotuber Thewissen, 1990
    - Ectocion osbornianus (Cope, 1882)
    - Ectocion parvus Granger, 1915
    - Ectocion superstes Granger, 1915

  - Gênero Orthaspidotherium Lemoine, 1878 (Hyopsodontidae?)
    - Orthaspidotherium edwardsi Lemoine, 1878

  - Gênero Pleuraspidotherium Lemoine, 1885 (Hyopsodontidae?)
    - Pleuraspidotherium aumonieri Lemoine, 1885